# Elecciones municipales de 2019 en Palencia
Las elecciones municipales de 2019 se celebraron en Palencia, al igual que en el resto de ayuntamientos de España, el domingo 26 de mayo, de acuerdo con el Real Decreto de convocatoria de elecciones locales en España dispuesto el 1 de abril de 2019 y publicado en el Boletín Oficial del Estado el 2 de abril. Se eligieron los 25 concejales del pleno del Ayuntamiento de Palencia, a través de un sistema proporcional (método d'Hondt), con listas cerradas y un umbral electoral del 5 %.

## Candidaturas y resultados
| ← Elecciones municipales de 2019 en Palencia → |                  |                           |        |       |            |
| Nombre de la candidatura                       | Posición         | Cabeza de lista           | Votos  | %     | Concejales |
| Partido Socialista Obrero Español              | Centroizquierda  | Raquel Miriam Andrés      | 16 303 | 37.86 | 11/25      |
| Partido Popular                                | Centroderecha    | Alfonso Polanco Rebolleda | 14 366 | 33.36 | 9/25       |
| Ciudadanos-Partido de la Ciudadanía            | Socioliberalismo | Mario Simón               | 5138   | 11.93 | 3/25       |
| Vox                                            | Ultraderecha     | Sonia Luisa Lalanda       | 2633   | 6.11  | 1/25       |
| Ganemos Palencia                               | Ultraizquierda   | Sonia Ordoñez             | 2403   | 5.58  | 1/25       |

## Investidura
| Candidato      | Fecha                                                   | Voto  |    |   |   |   | Ganemos Palencia | Total |
| Mario Simón Cs | 15 de junio de 2019 Mayoría requerida: absoluta (13/25) | Sí    |    | 9 | 3 | 1 |                  | 13/25 |
| Mario Simón Cs | 15 de junio de 2019 Mayoría requerida: absoluta (13/25) | No    | 11 |   |   |   | 1                | 12/25 |
| Mario Simón Cs | 15 de junio de 2019 Mayoría requerida: absoluta (13/25) | Abst. |    |   |   |   |                  | 0/25  |

## Concejales electos
| N.º | Nombre                                | Lista | Lista            |
| --- | ------------------------------------- | ----- | ---------------- |
| 1   | Raquel Miriam Andrés Prieto           |       | PSOE             |
| 2   | Carlos Alfonso Polanco Rebolleda      |       | PP               |
| 3   | Carlos José Hernández Martín          |       | PSOE             |
| 4   | María de los Ángeles Armisen Pedrejon |       | PP               |
| 5   | Judith Castro Gómez                   |       | PSOE             |
| 6   | Mario Simón Martín                    |       | Ciudadanos       |
| 7   | Luis Miguel Cárcel Cárcel             |       | PP               |
| 8   | Luis Roberto Muñoz González           |       | PSOE             |
| 9   | Laura Lombraña Arreal                 |       | PP               |
| 10  | María de los Reyes Bodero Jorques     |       | PSOE             |
| 11  | Luis Ángel Fernández Vallejo          |       | PP               |
| 12  | Álvaro Bilbao Torres                  |       | PSOE             |
| 13  | Sonia Luisa Lalanda Sanmiguel         |       | VOX              |
| 14  | Urbano Jesús Revilla Vitoria          |       | Ciudadanos       |
| 15  | Sonia Ordoñez Rodríguez               |       | Ganemos Palencia |
| 16  | Victor Torres Albillo                 |       | PP               |
| 17  | María del Rosario García Carnes       |       | PSOE             |
| 18  | Raquel Martín Lorenzo                 |       | PP               |
| 19  | Jesús Merino Prieto                   |       | PSOE             |
| 20  | Marta Fernández Suárez                |       | PSOE             |
| 21  | Juan Antonio Manuel Marcos García     |       | PP               |
| 22  | Carolina Nuria Gómez López            |       | Ciudadanos       |
| 23  | Orlando Castro Trigueros              |       | PSOE             |
| 24  | Facundo Pelayo Trancho                |       | PP               |
| 25  | Leire Montero Ortega                  |       | PSOE             |

- Datos: Q51955193